# Absolute Music 7
 Der er for få eller ingen kildehenvisninger i denne artikel, hvilket er et problem. Du kan hjælpe ved at angive troværdige kilder til de påstande, som fremføres i artiklen.

Absolute Music 7 er en kompilation i serien Absolute Music udgivet den 28. november 1994. Albummet har solgt til 4-dobbelt platin,[kilde mangler] og er dermed det bedst sælgende album i serien sammen med Absolute Music 10.[kilde mangler]
Nogle af sangene på Absolute Music 7 udkom senere på The Best Of Absolute Music 7-8-9.

## Spor
Sporlisten til Absolute Music 7.
| 1.  | "Baby Come Back"                 |           | Pato Banton      | 3:53 |
| 2.  | "Cotton Eye Joe"                 |           | Rednex           | 3:13 |
| 3.  | "Gotta Get Away From You"        | T. Helmig | Thomas Helmig    | 4:39 |
| 4.  | "7 Seconds" (feat. Neneh Cherry) |           | Youssou N'Dour   | 4:09 |
| 5.  | "What's The Frequency, Kenneth?" |           | R.E.M.           | 4:01 |
| 6.  | "Love Is Strong"                 |           | Rolling Stones   | 3:50 |
| 7.  | "Body & Soul"                    |           | Anita Baker      | 3:58 |
| 8.  | "Heart of Stone"                 |           | Dave Stewart     | 4:36 |
| 9.  | "Confide in Me"                  |           | Kylie Minogue    | 4:28 |
| 10. | "Trouble"                        |           | Shampoo          | 3:18 |
| 11. | "Baby, I Love You Your Way"      |           | Big Mountain     | 4:28 |
| 12. | "Vintersøndag i København"       |           | Gnags            | 4:30 |
| 13. | "Sweetness"                      |           | Michelle Gayle   | 3:40 |
| 14. | "Come Back"                      |           | Londonbeat       | 3:54 |
| 15. | "All It Takes"                   |           | Hanne Boel       | 4:57 |
| 16. | "Your Painted Smile"             |           | Bryan Ferry      | 3:17 |
| 17. | "Know By Now"                    |           | Robert Palmer    | 4:02 |
| 18. | "Where Blue Begins (Unplugged)"  |           | Sanne Salomonsen | 4:44 |